# Три богатирі на далеких берегах
«Три богатирі на далеких берегах» (рос. Три богатыря на дальних берегах) — російський повнометражний мультиплікаційний фільм студії «Мельніца» 2012 року, продовження франшизи про «Трьох богатирів». Фільм вийшов в російський та український прокат одночасно 27 грудня 2012 року; для українського прокату український дистриб'ютор «Галеон кіно» не створив українського дубляжу і фільм демонструвався з оригінальною російською озвучкою.
Українською фільм було вперше дубльовано студією «Tretyakoff Production/CinemaSound Production» у 2017 році для телеканалів «Новий канал» та «ICTV».
В Росії мультфільм отримав віковий рейтинг «0+» (без вікових обмежень), а в Україні — віковий рейтинг «16+» (перегляд неповнолітніми глядачами рекомендується разом з батьками або з відома батьків до 16 років).

## Сюжет
До Баби Яги приїжджає Коливан із за кордону і надівши перуку, збирається продавати китайські сувеніри. На базарі його знаходить кінь Юлій, приймає за німця і відводить до Князя Київського. Там він розповідає йому про закордонні подарунки. Довірливий князь своєю бездіяльністю дозволяє Коливаню залучити на свій бік бояр. Але наступного дня повинні приїхати богатирі, і князь відсторонює заморського купця від влади.
Баба Яга замість фактичного правління Києвом заманює богатирів у величезну бочку, яку хатинка на курячих ніжках скидає в океан. Потім вона копіює богатирів з картини Любави та Альошеньки «Три богатирі» (яку можна було побачити на початку попереднього фільму) і відправляється разом з Коливанем в палац. Там новоявлена фрейліна викликає зі скриньки двох гігантських зайців, які «знешкоджують» варту і змушують князя верхи на Юлію зламати стіну і стрибнути на вершину вежі. Тут до вимуштруваної дружини виходить Коливань з боярами й говорить, що Князь Київський до божевілля призначив його головним правителем, і як підтвердження викликає клонів богатирів, які підтверджують його слова. Дружина розходиться.
У цей час богатирі, закинуті на екзотичний острів, приходять до папуасів, і ті призначають їх великими царями і просять врятувати від великої горили Гомуми. Богатирі перемагають Гомуму, і той обіцяє не ображати остров'ян.
Тим часом у Києві ж Коливан відбирає у городян коштовності, а Баба Яга організовує бал. Дружини богатирів дізнаються, що їхніх чоловіків підмінили, а Юлій, Князь, бабка і Тихон організовують партизанський рух. У корівнику їх знаходять гігантські кролики, але корова яка закохана в Юлія рятує партизан. Князь з'являється на вулицях міста і закликає городян повстати проти влади, а дружини богатирів зі Змієм Гориничем пробираються у палац і розправляються над Коливанем і Бабою Ягою. Останні тікають в підземелля і знову викликають кроликів зі скриньки. В кінці народ розбігся, а змовники схоплені. Тут повертаються богатирі і виправляють положення. В кінці фільму клони богатирів відправляються на плоту з папуасами.

## Персонажі

Ілля Муромець верхи на Бурому

Олешко Попович верхи на Юлію

Добриня Микитич верхи на верблюді

Князь Київський — жадібний, хитрий, при цьому боягузливий. Проте здатний на подвиг.
Ілля Муромець — найстарший богатир. Добрий, безкорисливий, вірить у долю, прикмети і землю руську. Одружений із журналісткою Оленою, літописицею і феміністкою («Я не баба, а літописець»). Має двійника.
Олешко Попович — наймолодший богатир, дурний але веселий і чесний. Не зміг навчитися грамоті. Його перший подвиг закінчився провалом, але він зрозумів, що потрібно виправитися і не підвести Русь і рідне місто Ростов. У Альоші є дружина, юна красуня Любава, а також кінь який уміє розмовляти — Юлій, осел Мойсей і дядько Тихін.
Добриня Микитич — найосвіченіший богатир. Любить поспати і вважає, що сон додає сили. Одружений з владною та господарською Настасією.
Юлій — кінь Альоші Поповича, який вміє говорити. Відрізняється розумом. Іноді він возить на собі Альошу, а іноді це робить Мойсей, але Альоша може змусити його проїхати з собою. Один із найсмішніших казкових персонажів. Рідне місто — Новгород. Там він жив при храмі, в якому прочитав багато книжок, а тому назвав себе на честь «римського полководця та імператора». Потім був викрадений циганами, які пізніше віддали його Тихону, забравши натомість сорочку, чоботи та меч.
Баба Яга — потомствена чаклунка в шостому поколінні, розуміється на стародавній темній магії.
Коливан — один із головних лиходіїв. Чудово грає в лото, завдяки чому має багато боржників, якими користується в корисливих цілях. Хитрий але боязкий, низький і товстий.
Бекет — кримський хан, страждаючий склерозом. Намагався вбити Єлисея. Також він намагався вбити своїм військом Добриню, але той розбив його військо та забрав усе, що було у Бекета.
Гомума — гігантська горила, яку довелося перемогти богатирям на далеких берегах. Нагадує Кінг-Конга.
Дружини богатирів — Любава (дружина Альоші), Альонушка (дружина Іллі), Настасья Пилипівна (дружина Добрині). Можна охараткеризувати «І в хату палаючу увійдуть, і качалкою приголублять».
Тихон — дядько (наставник) Альоші, турботливий і злегка буркотливий. У деяких випадках винахідливий, але боягуз. Любить Альошу як своє дитя. У мультфільмі «Три богатирі і Шамаханська цариця» проявив себе спритним, знайшовши можливість втечі Князя із темниці.
Бабка — бабуся Любави. Буркотлива, але весь час піклується про всіх і допомагає в скрутному становищі.
Змій Горинич — триголовий антропоморфний дракон і найкращий друг Добрині Микитовича. Страждає розтроєнням особистості. Внаслідок цього кожна голова говорить своїм голосом, а у мові всі три голови часто плутають однину і множину.

## Ролі озвучували
| Актор              | Роль                          |
| ------------------ | ----------------------------- |
| Сергій Маковецький | Князь Київський               |
| Дмитро Биковський  | Ілля Муромець                 |
| Олег Куликович     | Альоша Попович / Змій Горинич |
| Валерій Соловйов   | Добриня Микитич               |
| Дмитро Висоцький   | Юлій                          |
| Єлизавета Боярська | Баба Яга                      |
| Федір Бондарчук    | Коливан                       |
| Олена Шульман      | Настасья Пилипівна            |
| Марія Цвєткова     | Альонушка                     |
| Анатолій Петров    | Тихон / кримський хан Бекет   |
| Наталія Данілова   | Бабка                         |

## Український дубляж
Фільм дубльовано українською студією «Tretyakoff Production/CinemaSound Production» у 2017 році для телеканалів «Новий канал» та «ICTV».
- Олег Лепенець — Князь Київський
- Михайло Тишин — Ілля Муромець
- Павло Лі — Альоша Попович, Змій Горинич
- Борис Георгієвський — Добриня Микитич
- Олександр Завальський — Юлій, Тихон, Бекет

А також Аліна Проценко, Аліса Гур'єва, Дмитро Лавров, Олексій Сафін, Євген Малуха та інші.

## Реліз
Фільм вперше вийшов в російський прокат 27 грудня 2012 року. Фільм вперше вийшов в український прокат 27 грудня 2012 року, для українського прокату український дистриб'ютор «Галеон кіно» не створив українського дубляжу і фільм демонструвався з оригінальною російською озвучкою.
Український дубляж до фільму вперше було створено студією «Tretyakoff Production/CinemaSound Production» у 2017 році для телеканалів «Новий канал» та «ICTV»; показ з цим дубляжем вперше відбувся 30 грудня 2017 року.